# Первая битва при Маг Туиред
Первая битва при Маг Туиред (др.‑ирл. Cath Maige Tuired), иногда "Битва при Маг Туиред Конг" (др.‑ирл. Cath Muige Tuired Cunga) — название ирландской мифологической саги (др.-ирл. scél), рассказывающей о первой битве при Маг Туиред. Текст был записан в XV веке и дошёл до нас только в одном источнике — рукописи H 2.17 (1319) из библиотеки Тринити Колледжа. Сага рассказывает о сражении могущественных магов - Племён Богини Дану - с обитателями Ирландии, Фир Болг. Традиция данной саги сложилась достаточно поздно: до XI в. сюжет о битве Фир Болг с Племенами Богини не упоминается; первое упоминание о ней - в поэме Фланна Майништреха. Кроме того, об этом сражении упоминается в "Старине мест". 

## Первая битва при Маг Туиред
Вначале сага повествует о приходе в Ирландию Фир Болг: произошло это, как повествует сага, в субботу, первого августа. Фир Болг были первыми, кто разделил Ирландию на пять провинций и владели ею тридцать лет. Затем в Ирландию явились Племена Богини Дану и сожгли за собой корабли. Когда Фир Болг завидели их, то послали навстречу лучших воинов для беседы. От Туата Де Даннан пошел Брес, сын Элата, а от Фирболгов Сренг, сын Шенганна, один из величайших героев Фир Болг. Герои встретились в Маг Рейн. Увидев друг друга, они взаимно испугались копий, которые каждый из них нес в руках. У Фир Болг копья были тяжелые и толстые, и, несмотря на то, что они были без наконечников, могли пробивать щиты и крушить кости. Такие копья назывались «Крайсех». У Туата Де Даннан же копья были тонкие, но с остро заточенными наконечниками. Брес от имени Туатов предложил Фир Болгам поделить Ирландию на две части, на что Сренг отвечал, что не знает, как ответит король Фирболгов — Эохайд мак Эрк, но они в любом случае останутся друзьями. Они обменялись копьями, чтобы изготовить таких побольше, и разошлись.
Король Фир Болг отказался делить Ирландию с пришельцами. Эохайд собрал войско численностью в сто тысяч, у Туата Де Даннан войска было меньше. Главной битве предшествовало столкновение отрядов по двадцать семь человек на равнине Маг Ниа. Отрядом Фирболгов командовал герой Руад. В этой схватке Фир Болги уничтожили всех Детей богини Дану, почти не понеся потерь. Основные силы сошлись в середине лета на равнине Маг Туиред. Согласно договоренности каждый день сражалось определённое количество воинов. Битва длилась четыре дня.

### Первый день
Утром оба войска построились друг напротив друга, и началась битва. Дагда первым напал на Фир Болг, и, пробив в их рядах брешь, убил 150 воинов. Тогда герой Фир Болг — Гирб тоже сразил 150 Туатов. В конце дня сразились в поединке Эблео из Туата и Нертах из Фир Болгов. В ожесточенном поединке победил Нертах. В этот день победа осталась за Фир Болгами. Ночью в обоих станах готовились целебные отвары, чтобы исцелить израненных героев.

### Второй день
Утром второго дня король Эохайд пошел умыться к местному источнику. У источника ему встретились трое Туатов: Олл, Форус и Фир, братья Дайнасехта (Диан Кехта). Втроем они напали на короля, но были им убиты. В этот день вождями Туата Де Даннан были Огма мак Этлиу, брат короля Нуады, Мидир, Бодб Деарг, Диан Кехт и Аенгаба Норвежский. Их сопровождали богини: Бадб, Маха, Морриган и Даннан (или Дану). Фир Болг же вели Мелла, Ис, Ферб и Фейбур, сыновья Сланге. Началась ужасная битва. Другой Сланге, сын короля Фирболгов, сразился в поединке с Немедом мак Бадраи, и тот был убит им. Сыновья Сланге сразили в битве сыновей Кенкала и сыновей Лодана. Руад убил сыновей Долада, сыновей Телла. Сланге мак Эохайдом были убиты Туаты Редолам и Конайре. Руад, увидев Аенгабу Норвежского, убивающего множество Фир Болгов, сошелся с ним в поединке и после ожесточенного боя убил его. На Фирболгов напал Огма, а на Туатов Гирб. Множество воинов пали от их руки. В этот день Фир Болг проиграли, но и Туата Де Даннан понесли огромные потери.

### Третий день
На третий день Фирболгами предводительствовали Гирб мак Буан и трое сыновей Шенганна: Сренг, Семне и Ситбруг. Сренг теснил Туатов, а Дагда Фир Болгов. Против Сренга и сыновей Ордана выступили сыновья Каирбре и были убиты. Гирб вступил в поединок с самим Дагдой и после долгого боя был им убит. После гибели Гирба Фир Болг отступили. В этот день Фирболги потерпели поражение. Ночью к Эохайду присоединился Финтан мак Бохра со своими сыновьями, а также вожди из Коннахта.

### Четвёртый день
На четвёртый день войска вновь вступили в сражение. Поначалу Фир Болг теснили Туатов. Двенадцать сыновей Габрана Скифского сразились с тринадцатью сыновьями Финтана и погибли, убив друг друга. Демоны и духи, витающие над схваткой, издали такой вопль, что он отозвался во всех скалах, долинах и водопадах Ирландии. Из рядов Туата Де Даннан вышли Дагда, Огма, Аэлла, Брес и Делбает, вместе с Бресом, внуком Нейта, Энгус Ог, Аэд, Кермайд, Мидир, Бодб Деарг, Абартах, Брайан (или Бриан), Иухар и Иухарба (сыновья Туренна Бикренна), Ку, Киан и Кетен (сыновья Кинта), Гойбниу-кузнец, Лугайд (или Лухта)-плотник и Кредне-медник, Диан Кехт, Аенгаба Норвежский; три королевы Туатов: Эриу, Фодла и Банба; трое богинь войны: Бадб, Маха и Морриган вместе с Бекуйлле и Даннан, а также сам король Туата Де Даннан — Нуада мак Этлиу.
В разгоревшейся битве Брес напал на короля Эохайда, убив по пути 150 воинов, а Сренг на Нуаду, сразив столько же Туатов. Брес нанес девять ударов Эохайду, и тот ответил ему столькими же. Сренг и Нуада нанесли друг другу девять ран. Сренг мечом нанес Нуаде такой удар, что отрубил ему правую руку, срубив треть его щита. На помощь королю пришли Дагда и Аенгаба. Брес был убит королём Эохайдом. Тогда на Фирболгов напали Дагда, Огма и Делбает. С ним сразились сыновья Сланге, и были ими убиты. Четыре сына Ганна встретились с Гойбниу, Лугайдом, Диан Кехтом и Аенгабой и были ими сражены. Бедг, Редг и Ринне, трое сыновей Ордана напали на Туатов и потрясли их ряды. Тогда на них бросились сыновья Кинта и сразили их. Два сына Буана и Каирбре мак Ден сошлись с сыновьями Туренна и были ими убиты. Желая отомстить за гибель своих воинов, на ряды Туата Де Дананн напали король Эохайд мак Эрк и его сын Сланге и уничтожили бесчисленное множество из Туата Де Даннан.
Затем Эохайд почувствовал великую жажду и, оставив вместо себя Сренга, с отрядом из 150-ти воинов отправился на поиски источника. За ним последовали трое сыновей Немеда с отрядом из 150-ти человек. Друиды Туата Де Даннан своими чарами укрыли от короля все ручьи и реки Ирландии, пока он не пришел в место, называемое Трай Эотайл. Там произошла схватка, и вскоре в живых остались только Эохайд и трое сыновей Немеда. Сыновья Немеда напали на измученного жаждой короля и убили его, но и они были убиты им. В это время а Маг Туиред Сланге мак Эохайд сразился с Лугайдом, сыном Нуады. Когда Сланге начал теснить Лугайда, ему на помощь пришли другие Туаты, и Сланге был убит, однако погиб и Лугайд. Сренг продолжал биться до ночи, пока оба войска не изнемогли. У Фир Болг осталось всего лишь 300 воинов. Всю ночь воины той и другой стороны хоронили убитых, насыпая над могилами героев холмы.

### Пятый день
На пятый день сыновья Шенганна: Сренг, Семне и Ситбруг созвали собрание и решили биться до конца. Триста героев построились и подошли к войску Туата Де Даннан. Сренг вызвал короля Нуаду на поединок. Нуада предложил Сренгу связать правую руку, чтобы бой между ними был честным, на что Сренг отвечал, что он в честной борьбе лишил Нуаду руки. Туата Де Даннан предложили Сренгу мир и одну из пяти областей Ирландии на выбор. Сренг и его воины заключили с Туата Де Даннан мир и выбрали Коннахт. Впоследствии некоторые Фир Болг выступали на стороне Фоморов против Туата Де Даннан. Согласно «Анналам Четырёх Мастеров» битва произошла в 3303 году от Сотворения Мира (1881 год до н. э.). По хронологии Джеффри Китинга сражение произошло в 1477 году до нашей эры.

### Локализация битвы
Обычно равнину, на которой произошла Первая Битва при Маг Туиред, локализуют в приходе Конг графства Мейо, но есть и другая точка зрения, согласно ей битва произошла в графстве Слайго, на равнине Мойтирра. На равнине Мойтура в графстве Мейо расположен комплекс древних сооружений, датированных неолитом, бронзовым веком и ранним железным веком. Также там стояли уникальные каменные форты, которые были разрушены, когда местность включили в севооборот. Антиквары описывали несколько исполинских башен, стоящих на равнине. Некоторые ученые (например, Генри Моррис) придерживались мнения, что первоначально битва локализовалась в графстве Слайго, так как сооружения, подобные тем, что находятся в Мойтуре было принято обозначать термином «carn». На равнине же графства Слайго расположены огромные валуны гляциального происхождения, более подходящие под термин «Tur». Однако другие ученые возражают, что это слово могло использоваться и в переносном значении.

### Название равнины
Маг Туиред в переводе обозначает «Равнина Башен». «Tur» — это обычно колонна, башня, высокая скала или огромный валун. Но этот термин может использоваться и в переносном значении, для описания героя, и в этом случае «Маг Туиред» может обозначать «Равнина героев». В самой «Саге о первой битве при Маг Туиред» есть пример применения этого термина в значении «герой»: «Они выстроили над собой сияющую крышу из щитов и густой лес из копий и двинулись вперед подобно столпам битвы (turthi catha). Племена Богини увидели Фир Болг, приближающихся к ним таким образом по равнине с востока. „С какой пышностью, — сказали они, — эти столпы битвы взошли на равнину и движутся на нас.“ И потому равнина получила своё название Маг Туиред — Равнина Столпов».

## Комментарии
1. ↑  Называется также сыном Элаты, короля фоморов.
2. ↑  Отождествляется с Бресом мак Элатом.
3. ↑  Выше в было сказано, что Аенгаба был убит Руадом. Противоречия, часто встречающиеся в средневековых записях преданий, говорят о том, что в тексте 15 века были соединены разные версии сказания.
4. ↑  Далее говорится, что Брес стал королём Туата Де Даннан. См. предыдущее примечание.